# سنتر (آلاباما)
سنتر (به انگلیسی: Centre) شهری در شهرستان چروکی ایالت آلاباما است که مساحت آن ۲۹٫۸۶ کیلومتر مربع است و در سرشماری سال ۲۰۱۰ میلادی، ۳٬۴۸۹ نفر جمعیت داشته و تراکم جمعیتی آن، ۱۱۶٫۸۵ نفر در هر کیلومتر مربع بوده است.